# Мелик-Пашаев, Ованес Нерсессович
Ова́нес Нерсессович Ме́лик-Паша́ев (род. 9 апреля 1951, Москва) — советский музыкальный продюсер и импресарио, в 1970-е и 1980-е годы был директором советских рок-групп «Машина времени», «Воскресенье» и «Черный кофе».
С 1990-х годов живёт в Болгарии, выпускает рекламные издания, организует мероприятия по популяризации русской культуры.

## Биография
Родился 9 апреля 1951 года в Москве в армянской семье.
В 1968 году окончил математическую школу при МГУ.
В 1974 году окончил физический факультет Московского государственного университета им. Ломоносова.
В период с 1974 по 1978 гг. — преподавал в МИТХТ им. Ломоносова на кафедре физики.
В 1970-е и 1980-е годы был директором советских рок-групп «Машина Времени», «Воскресенье», группа Ованеса Мелик-Пашаева и «Черный кофе».

Пётр Подгородецкий: «Переход в „Воскресенье“ для меня был практически безболезненным. Правда, это было совсем не то „Воскресенье“, которое прогремело в 1979—1980 годах, даже не тот состав, который существовал до весны 1982 года (с Никольским и Сапуновым). Даже название „Воскресенье“ уступило место непонятной „Группе Ованеса Мелик-Пашаева“. Покинув „Машину“, Ваник забрал с собой свою концертную аппаратуру, по тем временам довольно приличного качества, и ему только оставалось отыскать другую группу, поскольку связи в регионах у него были, организовать концертный тур было несложно, а „отмыть“ и получить деньги лучше него вряд ли кто-нибудь в то время умел.

Случилось так, что в то время абсолютно „бесхозным“ остался Алексей Романов, довольно раскрученная группа которого „Воскресенье“ распалась, так и не сумев выйти на профессиональную сцену. Вот Ованес Нерсессович и решил „реанимировать“ коллектив. В эту группу вошли: главный „воскресник“ Алексей Романов, блестящий гитарист Вадим Голутвин, бывший звукорежиссёр „Машины времени“ и по совместительству отличный бас-гитарист Игорь Клёнов, барабанщик Владимир Воронин и, собственно говоря, ваш покорный слуга Пётр Подгородецкий. Звукорежиссёром был Игорь Новиков, а администрировали все это дело Ованес Мелик-Пашаев и Борис Зосимов.»— 
В декабре 1987 года Виктор Векштейн и Ованес Мелик-Пашаев были ответственны за звук и свет на фестивале «Рок-панорама-87», прошедшем на арене «Лужники» в Москве.
Начиная с 1996 г. постоянно проживает в Болгарии, занимается недвижимостью, создал в 2001 году продюсерскую и рекламно-издательскую компанию «Joker Media», выпускает русскоязычный журнал «Бизнес-контакты».

## Клипы
- 1987 — Замыкая круг — спел несколько строк песни вместе с Виталием Дубининым.

## Фильмография
- 1981 — Душа — музыкант группы

## Семья
- Жена (с 1972 года) — Жанна Мелик-Пашаева родом из болгарского города Стара Загора училась на физическом факультете МГУ[9].
- Дочь — Лияна Мелик-Пашаева (род. 10 мая 1974)[10] — продюсер.[2][11]